# Emperador Ai de Jin
L'EmperADor Ai DE Jin (晋哀帝/晉哀帝; pinyin: Jìn Aīdì; Wade-Giles: Chin Ai-ti) (341 – 30 de març de 365), nom personal Sima Pi (司馬丕), nom estilitzat Qianling (千齡), va ser un emperador de la Dinastia Jin Oriental. Durant el seu breu regnat, els poders reals eren en gran part en mans del seu besoncle Sima Yu, el Príncep de Kuaiji, i el general suprem Huan Wen. Segons el relats històrics, ell va tenir una obsessió amb la immortalitat, la qual irònicament va causar la seva mort, ja que es va enverinar per les pastilles que li van ser donades pels mags en el 364 i finalment va morir l'any següent.

## Biografia
Sima Pi va néixer en el 341, durant el regnat del seu pare l'Emperador Cheng de Jin, com el fill major de l'Emperador Cheng. La seva mare va ser la Consort Zhou, que en 342 va donar llum al seu germà menor Sima Yi.
| Emperador Ai de JinCasa de Sima Nascut: 341 Mort: 30 March 365 | |                                   |
| Títols de regnat                                               | |                                   |
| Precedit per: Emperador Mu de Jin                              | Emperador de la Xina 361–365 amb la Consort Vídua Zhou (361–363) Sima Yu (363) l'Emperadriu Vídua Chu (364–365) | Succeït per: Emperador Fei de Jin |